# اندنیش
اِندِنیش (به آلمانی: Endenich) یک منطقهٔ مسکونی در آلمان است که در بن واقع شده‌است. اندنیش ۱۲٬۵۸۸ نفر جمعیت دارد.